# NGC 6213
NGC 6213 (również PGC 58778) – galaktyka spiralna (Sa), znajdująca się w gwiazdozbiorze Smoka. Odkrył ją Lewis A. Swift 25 czerwca 1887 roku.